# Бух, Константин Андреевич
Константин Андреевич Бух (1812/1813—1895) — русский государственный деятель; тайный советник.

## Биография
Родился 21 декабря 1812 (2 января 1813) года в дворянской семьи. Отец — Андрей Христиан (22.11.1776 — ?); мать — баронесса Елена Егоровна фон-Швахгейм (05.02.1788—08.12.1866). Его дед, Ифер Виндфельд Бух (Iver Windfeldt Buch; 1749—1811), родом из норвежского Драммена, которая в то время составляла часть датского королевства. «…Прибыв в Poссию по торговым делам, он 30 мая 1787 года, рескриптом датско-норвежскаго короля Христиана VII, назначен королевским придворным агентом. В этом его звании императрица Екатерина II просила его выписать из заграницы мастеров и устроить в Петербурге, собственно для надобностей двора, фабрику золотых и серебряных изделий». Эта фабрика была учреждена Бухом вместе с Макаром Манычаровым, долю которого в 1790 году Бух выкупил и остался единственным собственником фабрики. Брат — Александр Андреевич Бух (ок.1810 — 1861) — подполковник.
В 1831 году окончил Главное инженерное училище и был оставлен для продолжения обучения в офицерском классе, из которого выпущен прапорщиком в полевые инженеры. Начал службу инженер-прапорщиком гарнизонной команды в Отдельном Оренбургском корпусе. В 1837—1839 годах служил в Морском министерстве. С 3 апреля 1839 года по 17 июня 1842 года — в отставке.
С 1856 года был управляющим Оренбургской палатой государственных имуществ и, одновременно, с 1857 года — директор Уфимского губернского попечительного о тюрьмах комитета, с 1862 года — управляющий ведомством питейно-акцизных сборов в Оренбургской губернии; был также помощником председателя Оренбургского, а с 1865 года — Уфимского губернского статистического комитетов (с 1866 — его почётный член). Содействовал созданию музея при Оренбургской палате государственных имуществ и библиотеки при Уфимском губернском статистическом комитете. С 8 мая 1864 года состоял в чине действительного статского советника.
С 1866 года служил в Пензенской губернии, а в 1868—1872 года — в Самарской губернии. В Пензе дружески сошёлся с М. Е. Салтыковым; это был не только партнер по карточной игре, но и человек идейно близкий писателю.
С 1874 года — член Совета министра финансов; 18 апреля 1880 года был произведён в тайные советники. В 1880-х гг. — товарищ министра финансов.
Прочитав пушкинскую «Историю Пугачевского бунта», решил предпринять собственные разыскания по истории Крестьянской войны 1773—1775 гг. и обратился к хранившимся в архиве Оренбургской пограничной комиссии «пугачевским» делам губернской канцелярии. После 8 месяцев работы над архивными материалами составил обширные выписки из документов, освещавших историю Е. И. Пугачева от побега из Казанского острога до поражения его войска в битве у Татищевой. В письме от 9 октября 1835 года из Оренбурга предложил свои выписки А. С. Пушкину за 500 рублей, но ответа от него не получил. Также он записывал и переводил на русский и французский языки башкирские песни.
Умер 30 октября (11 ноября) 1895 года. Похоронен на кладбище Новодевичьего монастыря.

## Награды
- орден Св. Станислава 2-й ст. с императорской короной (1859)[6]
- орден Св. Анны 2-й ст. (1862)[6]
- орден Св. Станислава 1-й ст. (1875)
- орден Св. Анны 1-й ст. (1883)
- орден Св. Владимира 2-й ст. (1886)
- черногорский орден князя Даниила 1-й ст. (1877)